# Marcos Rojo
Faustino Marcos Alberto Rojo (La Plata, 1990. március 20. –) argentin válogatott labdarúgó, a Boca Juniors játékosa. Posztját tekintve belsővédő.

## Sikerei, díjai
Estudiantes
- Argentin bajnok (1): 2010 Apertura

Manchester United
- FA kupa (1): 2016
- Community Shield (1): 2016
- Ligakupa-győztes: 2016–2017
- Európa-liga-győztes: 2016–2017[2]